# Jacques Le Rider
Pour les articles homonymes, voir Le Rider.
Jacques Le Rider (né le 20 février 1954 à Athènes) est un universitaire, germaniste, historien et traducteur français.

## Biographie
Jacques Le Rider, fils de Georges Le Rider et de Paule Le Rider, née Roussel (1928-2015), ancienne élève de l'École normale supérieure de jeunes filles (Sèvres), agrégée de lettres, qui fut maître de conférences de littérature française du Moyen Âge à l'université Paris X-Nanterre, est un ancien élève de l'École normale supérieure (1973-1977), agrégé d'allemand (1976), diplômé de Sciences Po Paris (1977), docteur de troisième cycle (1982), docteur d'État ès-lettres (1989). Après avoir été assistant à l'université Paris-Sorbonne (1977-1981), maître-assistant, puis maître de conférences à l'université Paris-Est-Créteil-Val-de-Marne à Créteil (1981-1990), professeur à l'université Paris-VIII à Saint-Denis (1990-1999), il a été de 1999 à l'été 2023 directeur d'études à l'École pratique des hautes études dans la section des sciences historiques et philologiques, chaire intitulée « L'Europe et le monde germanique (époque moderne et contemporaine) ». Membre correspondant étranger de l'Académie autrichienne des sciences (Österreichische Akademie der Wissenschaften) depuis avril 2015.
Il a été de décembre 1983 à juillet 1986 directeur de l'Institut culturel franco-allemand de Tübingen ; en 1988 (janvier-juillet), professeur invité à l'université de Washington à Seattle ; en 1993, élu membre junior de l'Institut universitaire de France ; au premier semestre 1993-1994, professeur associé à l'université de Graz ; de septembre 1994 à août 1996, conseiller culturel, scientifique et de coopération près l'ambassade de France en Autriche, directeur de l'Institut français de Vienne ; chargé de cours à l’Institut européen de l'université de Genève au semestre d’été 2000 ; en 2000-2001, chercheur associé au Forschungskolleg Medien und kulturelle Kommunikation de l'université de Cologne ; durant le semestre d'été 2004, professeur invité à l’université de Mannheim ; en mars 2007 professeur invité à l’université de São Paulo (École doctorale d'histoire) ; au premier trimestre 2008, invité par la Fondation Alexander von Humboldt à l’université de Cologne; en janvier–février 2009, invité par la Friedrich Schlegel Graduiertenschule für literaturwissenschaftliche Studien de la Freie Universität, université libre de Berlin; d'avril à juin 2010, invité par la Fondation Humboldt à l’université de Münster; d'octobre 2012 à janvier 2013, City of Vienna-fellow de l'Internationales Forschungszentrum Kulturwissenschaften (de) (IFK), Vienne; du 4 mai au 5 juin 2015, professeur invité à l’université de Mannheim.

## Ouvrages

### Monographies
- Le Cas Otto Weininger. Racines de l'antiféminisme et de l'antisémitisme, Paris, PUF, 1982 - traduction allemande.
- Modernité viennoise et crises de l'identité, Paris, PUF, 1990, deuxième édition revue et augmentée, 1994, réédition en poche « Quadrige », 2000,  (ISBN 213050602X) - traductions allemande, anglaise, portugaise, roumaine et russe.
- La Mitteleuropa, Paris, PUF, Que sais-je ?, no 2846, 1994 ; deuxième édition revue, 1996 - traductions allemande, espagnole, italienne, croate, japonaise et roumaine.
- Hugo von Hofmannsthal. Historicisme et modernité, Paris, PUF, 1995 - traduction allemande.
- Les Couleurs et les Mots, Paris, PUF, 1997 ; deuxième édition revue, 1999 -  traduction allemande.
- Nietzsche en France, de la fin du XIXe siècle au temps présent, Paris, PUF, 1999 (première version en allemand, 1997, avec une postface d’Ernst Behler).
- Journaux intimes viennois, Paris, PUF, 2000 - traduction allemande.
- Freud, de l’Acropole au Sinaï. Le retour à l’antique des modernes viennois, Paris, PUF, 2002 - traduction allemande.
- Arthur Schnitzler ou la Belle Époque viennoise, Paris, Belin, 2003 - traduction allemande.
- Malwida von Meysenbug. Une Européenne du XIXe siècle, Paris, Bartillat, 2005.
- L’Allemagne au temps du réalisme. De l'espoir au désenchantement (1848-1890), Paris, Albin Michel, 2008,  (ISBN 978-2226179104)
- Faust, le vertige de la science (avec Paul-Jean Franceschini), Paris, Larousse, 2010,  (ISBN 9782035846181).
- Fritz Mauthner : Scepticisme linguistique et modernité. Une biographie intellectuelle, Paris, Bartillat, 2012,  (ISBN 2841005011).
- Les Juifs viennois à la belle époque (1867-1914), Paris, Albin Michel, 2013   (ISBN 2226242090) - traduction espagnole.
- La Censure à l'œuvre. Freud, Kraus, Schnitzler, Paris, Hermann, 2015  (ISBN 9782705690397).
- Karl Kraus. Phare et brûlot de la modernité viennoise, Paris, Le Seuil, 2018  (ISBN 978-2-02-114197-9).

### Édition de volumes collectifs
- Otto Weininger, Werk und Wirkung, Vienne, Österreichischer Bundesverlag, 1984 (en collaboration avec Norbert Leser).
- Vienne et la psychanalyse, numéro spécial de la revue Austriaca, no 21, décembre 1985, Rouen, Presses universitaires de Rouen.
- Verabschiedung der (Post)-Moderne ?, Tübingen, Gunter Narr, 1987 (en collaboration avec Gérard Raulet).
- Frankreichs Kulturpolitik in Deutschland, 1945-1950, Tübingen, Attempto Verlag (Tübingen University Press), 1987 (en collaboration avec Franz Knipping).
- Hölderlin vu de France, Tübingen, Gunter Narr, 1987, diffusion en France CDU-SEDES (en collaboration avec Bernhard Böschenstein).
- in Otto Gross : Révolution sur le divan, trad. Jeanne Etoré (préface documentée et complète sur la biographie de Gross et ses interactions avec Carl Gustav Jung, Freud, Sabina Spielrein et le mouvement psychanalytique), Éditions Solin, 1988.  (ISBN 2853760634) Nouvelle édition révisée et augmentée : Otto Gross, Psychanalyse et révolution. Essais, Paris, Éditions du Sandre, 2011.
  - Otto Gross; in S. Contou-Terquem (dir) :"Dictionnaire Freud", 2015, Editions Laffont; coll. Bouquins,  (ISBN 2221125452)
- De Sils-Maria à Jérusalem. Nietzsche et le judaïsme. Les intellectuels juifs et Nietzsche, Paris, éditions du Cerf, coll. La nuit surveillée, 1991 (en collaboration avec Dominique Bourel).
- Partir, revenir... En route avec Peter Handke, Asnières, Publications de l'Institut d'allemand d'Asnières, vol. 14, 1992 (en collaboration avec Laurent Cassagnau et Erika Tunner).
- Günther Anders, numéro de la revue Austriaca, décembre 1992, no 35, Rouen, Presses universitaires de Rouen (en collaboration avec Andreas Pfersmann).
- Vienne - Berlin. Deux sites de la modernité (1900-1930), numéro spécial des Cahiers d’études germaniques, no 24, 1993 (avec Maurice Godé et Ingrid Haag).
- Modernité de Hofmannsthal, numéro spécial de la revue Austriaca, décembre 1993, no 37, Rouen, Presses universitaires de Rouen.
- Europe centrale - Mitteleuropa, vol. 1, mai 1994, de la Revue germanique internationale, Paris, Presses universitaires de France (avec Michel Espagne).
- « Les Journalistes » d'Arthur Schnitzler. Satire de la presse et des journalistes dans le théâtre allemand et autrichien contemporain, Du Lérot, éditeur, 16140 Tusson, Charente, 1995 (en collaboration avec Renée Wentzig).
- Max Nordau (1849-1923), critique de la dégénérescence, médiateur franco-allemand, père fondateur du sionisme, éditions du Cerf, "Bibliothèque franco-allemande", Paris, 1996 (en collaboration avec Delphine Bechtel et Dominique Bourel).
- Allemands, Juifs et Tchèques à Prague, 1890-1924, Publications de l’Université Paul Valéry de Montpellier, Bibliothèque d’études germaniques et centre-européennes, 1996 (en collaboration avec Maurice Godé et Françoise Mayer).
- Metropole und Provinzen in Altösterreich (1880-1918), Polirom, Jassy (Roumanie) - Böhlau, Vienne, 1996 (en collaboration avec Andrei Corbea-Hoisie).
- Les littératures de langue allemande en Europe centrale. Des Lumières à nos jours, Paris, Presses universitaires de France, coll. Perspectives germaniques, 1998 (en collaboration avec Fridrun Rinner).
- Autour du « Malaise dans la culture« de Freud, Paris, Presses universitaires de France, coll. Perspectives germaniques, première édition avril 1998, deuxième édition octobre 1998 (avec Michel Plon, Gérard Raulet et Henri Rey-Flaud) ; trad. portugaise (Brésil).
- Nietzsche moraliste, vol. 11, janvier 1999, de la Revue germanique internationale, Paris, Presses universitaires de France.
- “Ein Frühling, dem kein Sommer folgte“? Französisch-österreichische Kulturtransfers nach 1945, Vienne, Böhlau, 1999 (en collaboration avec Thomas Angerer).
- Nietzsche. Cent ans de réception française, Saint-Denis, Les Éditions Suger, Université de Paris VIII, Série germanique, vol. 3, octobre 1999.
- Adalbert Stifter, numéro 48, juin 1999, de la revue Austriaca, Rouen, Presses universitaires de Rouen.
- Sigmund Freud, de L’Interprétation des rêves à L’Homme Moïse, vol. 14, septembre 2000, de la Revue germanique internationale, Paris, Presses universitaires de France.
- La couleur réfléchie, Paris, Arts 8- UFR Arts, Université Paris 8, 2000 (avec Michel Costantini et François Soulages).
- Kulturelle Nachbarschaft. Zur Konjunktur eines Begriffs, Klagenfurt, Wieser, 2002 (avec Gerhard Kofler et Johann Strutz).
- Transnationale Gedächtnisorte in Zentraleuropa, Innsbruck, Studien Verlag, 2002 (avec Moritz Csáky et Monika Sommer).
- Le ‘Laocoon’ : histoire et réception, vol. 19, janvier 2003, de la Revue germanique internationale, Paris, Presses Universitaires de France (avec Elisabeth Décultot et François Queyrel).
- La Crise autrichienne de la culture politique européenne, Bruxelles – Berne – Berlin - Francfort/Main, etc., Peter Lang, 2004 (avec Nicolas Levrat).
- Dictionnaire du monde germanique (avec Elisabeth Décultot et Michel Espagne), Paris, Bayard, 2007.
- Alexandre Herzen l’Européen (avec Michel Mervaud), Revue des Études slaves, t. 78, fasc. 2-3, 2007.
- La codification : perspectives transdisciplinaires (avec Gernot Kamecke), Paris, École pratique des hautes études (Études et rencontres du Collège doctoral européen, EPHE – TU Dresden, vol. 3), 2007.
- Faust, homme Renaissance (avec Bernard Pouderon), Paris, Beauchesne, 2010.
- La Galicie au temps des Habsbourg (1772-1918) : histoire, société, cultures en contact, (avec Heinz Raschel), Tours, Presses universitaires François Rabelais, 2010.
- Mémoire et histoire en Europe centrale et orientale (avec Daniel Baric et Drago Roksandic), Rennes, Presses universitaires de Rennes, 2010.
- Der Wille zur Hoffnung. Manès Sperber – Ein Intellektueller im europäischen Kontext (avec Anne-Marie Corbin et Wolfgang Müller-Funk), Vienne, Sonderzahl, 2013.

### Travaux d'édition
- Codirection (avec Jean Lacoste) de l'édition des Œuvres de Friedrich Nietzsche dans la collection Bouquins, Paris, Robert Laffont, 1993, 2 vol.
- Présentation du Chevalier à la rose de Hugo von Hofmannsthal, folio théâtre no 40, Paris, Gallimard, 1997.
- Johann Wolfgang Goethe, Écrits autobiographiques 1789-1815 : Annales, Campagne de France, Siège de Mayence, Rencontre avec Napoléon, 1808, Paris, Éditions Bartillat, 2001.
- Johann Wolfgang Goethe, Faust (Urfaust, Faust I, Faust II), édition et traduction par Jean Lacoste et Jacques Le Rider, Paris, Éditions Bartillat, 2009.
- Stefan Zweig, L'Esprit européen en exil. Essais, discours, entretiens (1933-1942), édition avec Klemens Renoldner (de), et traduction, Paris, Éditions Bartillat, 2020.  (ISBN 978-2-84100-688-5)
- Stefan Zweig, Sigmund Freud, traduction et préface, Paris, Les Belles Lettres (Bibliothèque allemande), 2022  (ISBN 978-2-251-45328-6) [l’essai de Zweig sur Freud extrait de La Guérison par l’esprit (1931) et cinq articles de Zweig : Freud. Pour son soixante-dixième anniversaire (1926) ; Le Malaise dans la culture (1930) ; Freud, raconté par lui-même (1935) ; Freud. Pour son quatre-vingtième anniversaire (1936) ; Devant le cercueil de Sigmund Freud (1939)]
- Sigmund Freud, Zeitgemässes über Krieg und Tod - Warum Krieg?, édition commentée, Göttingen, Brill (Vandenhoeck & Ruprecht unipress - Vienna University Press), 2025 (Sigmund Freuds Werke. Wiener Interdisziplinäre Kommentare, vol. 8).  (ISBN 978-3-8471-1880-0)

### Traductions
- Lou Andreas-Salomé, Carnets intimes des dernières années, éditions Hachette, 1983
- Lou Andreas-Salomé, Rainer Maria Rilke, Maren Sell, 1989.
- Richard Beer-Hofmann, La Mort de Georges, Complexe, 1990
- Hugo von Hofmannsthal, Andréas, Gallimard, folio bilingue, 1994
- Theodor W. Adorno, La Psychanalyse révisée, Éditions de l'Olivier, 2007
- Fritz Mauthner, Le Langage, Paris, Bartillat, 2012,  (ISBN 284100502X)
- Stefan Zweig, “Introduction à E. M. Lilien. Son œuvre”, in “Approches. Revue trimestrielle de sciences humaines”, n° 156, décembre 2013, p. 49-81. Traduction révisée du même texte, in Austriaca, n° 91, décembre 2020, publié en mai 2022, p. 255-275. Lecture en open access: https://journals.openedition.org/austriaca/2760
- Stefan Zweig, "La désintoxication morale de l'Europe" et "L'unification de l'Europe", in Stefan Zweig, Appels aux Européens, Bartillat (Omnia Poche), 2014, p. 71-107 et p. 109-126.
- Ferdinand von Saar, Le Lieutenant Burda, Paris, Bartillat, 2022 (ISBN 9782841007387).
- Ferdinand von Saar, Histoire d'une enfant de Vienne, Paris, Bartillat, 2024  (ISBN 9782841007646).

## Prix et distinctions
- Prix Strasbourg de la Fondation F.v.S. (Hambourg-Strasbourg) pour son ouvrage Le Cas Otto Weininger en 1983
- Médaille Hölderlin de la ville de Tübingen en 1986
- Prix Gegner de l'Académie des sciences morales et politiques pour son livre Modernité viennoise et crises de l'identité en 1990
- Prix Gay-Lussac Humboldt, prix scientifique franco-allemand de la Fondation Alexander von Humboldt en 2000
- Prix Gabriel Monod (médaille) décerné par l’Académie des sciences morales et politiques, pour son ouvrage Malwida von Meysenbug : une Européenne du XIXe siècle[3] en 2006
- Prix Guizot de l’Académie française, pour l’ouvrage L’Allemagne au temps du réalisme : de l’espoir au désenchantement (1848-1890) en 2009
- Prix Henri-Hertz 2010 de la Chancellerie des universités de Paris en 2010
- Croix de chevalier de l'ordre du Mérite de la République fédérale d'Allemagne en 2010
- Docteur honoris causa de l'université Tibiscus de Timișoara (décerné le 7 décembre 2011)
- Docteur honoris causa de l'université Aurel Vlaicu d’Arad (décerné le 8 décembre 2011)
- Croix d'argent du Mérite du Land de Vienne (Silbernes Ehrenzeichen für Verdienste um das Land Wien), décernée le 21 avril 2020, remise le 28 mars 2023.